# Noël Leslie, condesa de Rothes
Lucy Noël Martha, condesa de Rothes, nacida Dyer-Edwards (25 de diciembre de 1878 - 12 de septiembre de 1956) fue la esposa del XIX conde de Rothes Norman Evelyn Leslie, decimonoveno conde de Rothes. Filántropa y miembro de la alta sociedad, se hizo célebre durante el hundimiento del Titanic al tomar el timón de su bote salvavidas y remar hasta ser rescatados por el trasatlántico Carpathia. La condesa fue durante años una popular figura de la sociedad londinense, y se volcó en labores humanitarias en el Reino Unido. Su principal beneficiaria fue la Cruz Roja, para la que organizó actos de recaudación de fondos y trabajó como enfermera en el hospital Coulter de Londres durante la I Guerra Mundial. Lady Rothes también fue una gran benefactora de la Escuela Reina Victoria y el Hospital Femenino de Chelsea.

## Infancia y matrimonio
Noël nació en la casa londinense de sus padres, en Kensington, el día de Navidad de 1878. Fue la única hija del matrimonio formado por Thomas y Clementina Dyer-Edwardes. En su certificado de nacimiento aparece su nombre como «Noël», aunque en la prensa apareció en ocasiones como «Noëlle», e incluso ella misma adoptó esta grafía en ocasiones. Creció entre las residencias familiares de Prinknash Park, en Gloucestershire, el castillo de Retival en Normandía y la mencionada casa en Londres.
Noël se casó con Norman Leslie, XIX conde de Rothes, el 19 de abril de 1900 en la iglesia de St. Mary Abbots, en Kensington. La pareja residió en Inglaterra hasta que en 1904 los condes tomaron posesión de la propiedad familiar de Leslie House en Fife (Escocia) tras el fallecimiento de George Waldegrave Leslie, tío abuelo de Norman. Aunque mantuvieron varias casas en Inglaterra, vivían la mayor parte del año en su propiedad escocesa. 
Los condes de Rothe tuvieron dos hijos:
- Malcolm George Dyer-Edwardes Leslie, XX conde de Rothes) (1902–1975), que se casó con Beryl Violet Dugdale el 17 de julio de 1926.
- John Wayland Leslie (1909–1991).

En 1916, el esposo de Noël fue herido en combate en Francia durante la I Guerra Mundial, y se recuperó en el hospital Coulter de Londres. En 1918 fue ascendido al rango de coronel.

## Filantropía, sociedad y política
La condesa se hizo célebre por su prolífica actividad humanitaria en Inglaterra y Escocia. Su éxito como mecenas de causas filantrópicas se debía a su enérgica personalidad y a su capacidad organizativa, pero también a su popularidad, su belleza y su amistad con miembros de la aristocracia y la familia real británica, como la princesa Luisa del Reino Unido y la duquesa de Wellington. Uno de sus primeros proyectos fue organizar el baile en beneficio de las escuelas Royal Caledonian. También recaudó fondos para la escuela Queen Victoria, el hospital Randolph Wemyss Memorial y el hospital para mujeres de Chelsea, además de pertenecer a numerosos comités caritativos.
En 1911 Noël comenzó su larga asociación con la Cruz Roja, estableciendo una sección en la localidad de Leslie, a la que dotó con tres ambulancias. Esta iniciativa fue el germen de un servicio de ambulancias en Fife que recibió el nombre de «Destacamento de Ayuda Voluntaria Condesa de Rothes». El mismo año recibió adiestramiento como enfermera. 
La condesa fue políticamente activa. Aunque de tendencia conservadora, apoyó la causa del sufragio femenino como miembro de la Asociación Conservadora y Sindicalista de Mujeres, cuyas secciones locales presidió en Markinch y Leslie. También se opuso a ciertas iniciativas socialistas y a la propuesta de reforma del estatuto irlandés.
Durante la I Guerra Mundial ejerció de enfermera, primero en Leslie House, donde convirtió un ala de la casa en hospital para soldados heridos en el conflicto, y después en el hospital Coulter de Londres. En este centro cuidó de su propio marido cuando este resultó herido en combate en 1916. La condesa amaba esta labor y la desempeñó durante dos años.

## Naufragio del Titanic
Noël Rothes es célebre por el valor que demostró durante el desastre del Titanic, ayudando a dirigir el bote salvavidas junto al marinero Thomas William Jones. Noël tomó el timón de la embarcación, alejándola del barco que se hundía, y después ayudó a remar hasta la nave de rescate, mientras animaba a otros supervivientes con decisión, calma y optimismo.
La condesa embarcó en Southampton el 10 de abril con sus padres, Thomas y Clementina Dyer-Edwardes, Gladys Cherry, prima de su marido, y su doncella, Roberta Maioni. Los padres desembarcaron en Cherburgo, y los demás siguieron ruta hacia Nueva York, teniendo como probable destino final Vancouver para encontrarse con el conde de Rothes, que ya se encontraba visitando EE. UU. y Canadá por motivos de trabajo. Antes de que el Titanic abandonara Southhampton, Noël concedió una entrevista al corresponsal en Londres del New York Herald.
La condesa y Gladys Cherry ocupaban la suite C-77 de primera clase, y se encontraban durmiendo cuando el barco colisionó con un iceberg a las 23.40 horas del 14 de abril. Se despertaron y subieron a cubierta para investigar qué estaba pasando, pero el capitán Edward Smith les ordenó volver a su habitación y ponerse los chalecos salvavidas.
Noël, Gladys y la doncella fueron evacuadas aproximadamente una hora después del choque en el bote n.º 8, comandado por el marino Tom Jones, que más tarde declaró que Noël «tenía mucho que decir, así que la puse a guiar el bote». La condesa llevó el timón durante más de una hora, tras lo cual pidió a Gladys que la sustituyera mientras consolaba a María Peñasco y Castellana, una joven española recién casada cuyo marido había desaparecido en el naufragio. Pasó toda la noche en el bote, remando sin descanso y manteniendo la moral de los demás pasajeros hasta que fueron rescatados por el Carpathia a primeras horas de la mañana siguiente. Una vez a bordo de la nave de rescate, se dedicó a cuidar de las mujeres y niños supervivientes de tercera clase del Titanic. El diario londinense Daily Sketch relató: «Su señoría ayudó a hacer ropa para los bebés y se hizo conocida entre la tripulación como 'la condesita valiente'»
Noël no se sentía cómoda con la publicidad que la convertía en heroína, e insistía en que era el liderazgo sereno del marinero Jones y la ayuda de su prima y otros ocupantes del bote lo que merecía elogios. Como agradecimiento, regaló a Jones un reloj de bolsillo de plata con una inscripción, y otro al sobrecargo Alfred Crawford por su ayuda con los remos. Jones le devolvió el detalle regalándole a su vez la placa con el número de su bote salvavidas. Noël y Jones siguieron felicitándose en Navidad y mantuvieron correspondencia hasta su muerte. La placa numérica es hoy propiedad del nieto de la condesa, Alastair Leslie, y la familia también adquirió el reloj de Jones cuando fue subastado por los herederos tras su fallecimiento.
La nave de salvamento de la Royal National Lifeboat Institution en Fraserburgh, que entró en servicio en 1915, recibió el nombre de «Lady Rothes» y fue una donación de Thomas Dyer-Edwardes, padre de la condesa, en agradecimiento por el rescate de su hija en el naufragio del Titanic.

## Vida posterior y segundo matrimonio
Norman Rothes falleció el 29 de marzo de 1927, y Noël se volvió a casar el 22 de diciembre de ese mismo año con el coronel Claud Macfie en el juzgado de Chelsea, en Londres. El matrimonio, que no tuvo hijos, poseía una casa en Hove (Sussex), aunque vivían la mayor parte del año en la propiedad Macfie de Fairford (Gloucestershire). La condesa pudo retener su título después de esta segunda boda.
Noël murió en su casa de Hove el 12 de septiembre de 1956, después de sufrir durante un tiempo del corazón. Fue enterrada junto a su primer marido en la cripta Leslie de la iglesia Christ's Kirk on the Green Churchyard de Leslie (Fife). En el presbiterio de la iglesia de St. Mary de Fairford se colocó una placa en su honor en la que puede leerse: «Noëlle, viuda del XIX conde del Rothes y amada esposa del coronel Claud Macfie de Fayre Court, Fairford, reposa desde el 12 de septiembre de 1956. La santidad es una infinita compasión por los demás. La grandeza es tomar las cosas comunes de la vida y caminar honestamente entre ellas. La felicidad es gran amor y enorme servicio».

## En la literatura y el arte
Noël fue entrevistada por el escritor Walter Lord para su libro A Night to Remember, que tras su publicación en 1955,  dio a conocer su historia a una nueva generación.
La condesa fue interpretada en el film televisivo «S.O.S. Titanic» por Kate Howard, en la película «Titanic» de 1997 de James Cameron por Rochelle Rose, y Pandora Colin la encarna en la miniserie del mismo título de 2012 dirigida por Julian Fellowes.
En el primer episodio de la serie televisiva británica Downton Abbey, también producida por Julian Fellowes, se menciona que pasó cierto tiempo con la familia Crawley poco antes de embarcarse en el Titanic. Al enterarse del naufragio, el personaje de Cora, condesa de Grantham, comenta: «¿No es terrible? Cuando piensas lo excitada que estaba Lucy Rothes por el viaje».